# Cleora undaria
Cleora undaria is een vlinder uit de familie spanners (Geometridae). De wetenschappelijke naam van deze soort is voor het eerst geldig gepubliceerd in 1794 door Fabricius.
De soort komt voor in tropisch Afrika.